# Cloruro di benzile
Il cloruro di benzile, o α-clorotoluene, è un composto organico con la formula C6H6CH2Cl . Questo liquido incolore o lievemente tendente al giallo è un composto organoclorurato reattivo che è un composto chimico ampiamente utilizzato come prodotto intermedio per alcune pitture o per prodotti farmaceutici e profumi.

## Preparazione
Il cloruro di benzile viene preparato industrialmente dalla reazione fotochimica in fase gassosa del toluene con il cloro :
C6H5CH3 + Cl2 → C6H5CH2Cl + HCl
La reazione avviene intorno ai 65-100 °C in quanto a temperature inferiori aumenta il numero di sottoprodotti. Inoltre la reazione viene fatta avvenire fino a quando circa il 50% del toluene ha reagito, per minimizzare la formazione di cloruro benzilico.

## Usi e reazioni
A livello industriale, il cloruro di benzile è il precursore degli esteri benzilici, che vengono utilizzati come plastificanti, aromatizzanti e profumi . L'acido fenilacetico, un precursore dei prodotti farmaceutici, è prodotto dal cianuro di benzile, che a sua volta viene generato dal trattamento del cloruro di benzile con cianuro di sodio . I sali di ammonio quaternario, usati come tensioattivi, si formano facilmente per alchilazione delle ammine terziarie con cloruro di benzile.
Il cloruro di benzile reagisce facilmente anche con il magnesio metallico per produrre un reagente di Grignard . È preferibile al bromuro di benzile per la preparazione di questo reagente, poiché la reazione del bromuro con il magnesio tende a formare il prodotto di accoppiamento Wurtz 1,2-difeniletano.

## Sicurezza
Il cloruro di benzile è un agente alchilante . Indicativo della sua elevata reattività (rispetto ai cloruri alchilici), il cloruro di benzile reagisce con l'acqua in una reazione di idrolisi per formare alcol benzilico e acido cloridrico . A contatto con le mucose, l'idrolisi produce acido cloridrico. Pertanto, il cloruro di benzile è un lacrimatore ed è stato utilizzato nella guerra chimica . È anche molto irritante per la pelle.
È classificata come sostanza estremamente pericolosa nell'Unione Europea come definito nella Direttiva 2012/18/UE (cd. “Seveso III”) e dall'Agenzia Europea delle sostanze chimiche (ECHA) ed è soggetta a severi requisiti di segnalazione da parte delle strutture che la producono, immagazzinano o utilizzano in quantità significative.